# Emilio Bomant Espasa
Emilio Bomant Espasa (Callosa d'en Sarrià, 11 de març de 1936) fou un polític valencià, diputat a Corts Valencianes.

## Trajectòria
Funcionari del cos de telègrafs i militant d'Alianza Popular, fou elegit diputat a les eleccions a les Corts Valencianes de 1983. Formà part de les comissions de Governació i Administració Local, d'Obres Públiques i Transports i de la Comissió Permanent no legislativa de Seguretat Nuclear de les Corts Valencianes.